# 徳島県道123号神山国府線
徳島県道123号神山国府線（とくしまけんどう123ごう かみやまこくふせん）は、徳島県名西郡神山町から徳島市に至る一般県道である。

## 概要
名西郡神山町阿野から徳島市国府町府中に至る。起点付近は大型車が通行できないほどの狭隘路になっている。阿野橋は狭い車道であるが架け替える予定。

### 路線データ
- 起点：名西郡神山町阿野（徳島県道20号石井神山線交点）
- 終点：徳島市国府町府中（国道192号・徳島県道29号徳島環状線現道交点、徳島県道205号西黒田府中線・徳島県道232号平島国府線終点）
- 総延長：12.540 km[1]

## 歴史
- 1959年（昭和34年）1月31日 - それまでの徳島県道歯辻国府線を指定延長するかたちで徳島県道神山国府線に認定
- 1972年（昭和47年）3月10日 - 徳島県道の再編により現在の徳島県道123号神山国府線に
- 1976年（昭和51年）10月5日 - 一部区間が徳島県道21号神山鮎喰線に昇格。指定区間を変更

## 路線状況

### 道路施設

#### 橋梁
- 長谷橋（名西郡神山町 - 徳島市）

## 地理

### 通過する自治体
- 名西郡神山町
- 徳島市

### 交差する道路
| 交差する道路                                                                                             | 市町村名 | 市町村名 | 交差する場所 | 交差する場所                                                                             |
| --- | -------- | -------- | ------------ | ---------------------------------------------------------------------------------------- |
| 徳島県道20号石井神山線                                                                                   | 名西郡   | 神山町   | 阿野         | 起点                                                                                     |
| 徳島県道20号石井神山線                                                                                   | 名西郡   | 神山町   | 阿野         | バイパス起点【北緯34度2分21.8秒 東経134度25分24.2秒 / 北緯34.039389度 東経134.423389度】 |
| 徳島県道21号神山鮎喰線                                                                                   | 名西郡   | 神山町   | 阿野         | [ 注釈 1 ]                                                                               |
| 国道192号 国道318号 重複                                                                                 | 徳島市   | 徳島市   | 国府町観音寺 |                                                                                          |
| 徳島県道206号西黒田中村線                                                                                | 徳島市   | 徳島市   | 国府町府中   |                                                                                          |
| 国道192号 国道318号 重複 徳島県道29号徳島環状線 / 現道 徳島県道205号西黒田府中線 徳島県道232号平島国府線 | 徳島市   | 徳島市   | 国府町府中   | 終点                                                                                     |

### 沿線
- 阿波史跡公園
- 徳島市国府中学校